# 吉田涼哉
吉田 涼哉 （よしだ りょうや、1993年4月23日- ）は、日本の俳優、元関西ジャニーズJr.であり、音楽ユニット「ブレイク☆スルー」のメンバー。
大阪府出身。サーブプロモーション所属。

## 来歴・人物
- 2013年12月23日にブレイク☆スルー結成メンバーとして始動。全国でライブやイベント活動を行っている。
- 2021年4月クールのTBSドラマ「リコカツ」が地上波TV連続ドラマの初出演となる。[1]
- 幼い頃に、1999年のTBS「学校へ行こう！」企画の「チビ歌姫を探せ」でちびゴマキで出演していた。

## 出演

### テレビドラマ
- 「リコカツ」（2021年、TBS） - 狩場学 役[2]
- 「DCU〜手錠を持ったダイバー〜」（2022年、TBS） - 青山薫 役[3]
- 「Get Ready!」（2023年、TBS） - 加須崇 役[4]

### テレビ
- 1999年 「おはよう朝日土曜日です」(ABCテレビ)
- 1999年 「V6 学校へ行こう!」 チビ歌姫を探せ ちびゴマキ(TBS系)
- 2000年 「ゲッパニ」 (TV大阪)
- 2010年 「誰も知らないJ学園」 関西テレビ 中島洋明役
- 2015年 「女神のマルシェ」(日本テレビ)
- 2016年 「アメトーーク!」Presents〜ブレマヨ吉田の変愛トーーク! (テレビ朝日)
- 2020年 「E ー COと教えて!センセイ!」7/23 10:00〜(テレビ大阪)

### 配信ドラマ
- 2020年 配信ドラマ「龍虎の理」鹿取役2021年4月配信予定

### 舞台
- 2005年 「関ジャニ∞サマースペシャル」Magical Summer 大阪松竹座
- 2006年 「関ジャニ∞サマースペシャル」Another‘s ANOTHER 大阪松竹座
- 2010年 「少年たち 格子無き牢獄」 大阪松竹座
- 2015年 「HATTORI半蔵」西城コゲツ役 築地本願寺ブディストホール
- 2025年 「初恋 Sada Yacco: Japan's first actress」ウッディシアター中目黒[5]

### CM
- Warrateenow
- 広正建設 ( ナレーション ) 2020年〜
- 祥福の湯 2020年〜

## LIVE

### ブレイク☆スルー
- BREAK THROUGH ONE-MEN LIVE〜Precious Live Tour〜 2021/2/14名古屋 2/27東京 NEW year LIVE 1/24大阪
- BREAK THROUGH ~Xmas Lunch & Dinner Live Show~ 2020/12/19
- BREAK THROUGH〜ONE-MAN LIVE〜 2020/11/15名古屋 11/22東京 11/29大阪 『SHIBUYA HOLIC vol.1』 2020/3/16渋谷
- Artist Gallery〜僕らのアトリエ〜 2/7 配信ライブ出演